# Windows Live Messenger
Windows Live Messenger  (anteriorment anomenat MSN Messenger) és un client de missatgeria instantània creat per Microsoft que actualment està dissenyat per funcionar amb el Windows XP (XP de 32-bit només), el Windows Vista, el Windows 7, el Windows Server 2003, el Windows Server 2008, i el Windows Mobile. El client és part del Windows Live de Microsoft, un conjunt de serveis en línia des del 2005. Et connecta al .NET Messenger Service de Microsft. El client va ser llançat per primera vegada com a MSN Messenger el 22 de juliol de 1999, i com a Windows Live Messenger el 13 de desembre de 2005. El servei atrau més de 330 milions d'usuaris actius cada mes.

## Característiques
A més de les seves funcions bàsiques i la capacitat general com un client de missatgeria instantània, Windows Live Messenger ofereix les següents característiques:

### Compartir carpetes
L'ús carpetes compartides és una alternativa al mètode de distribució de fitxers per "transferència directe". Quan un usuari vol enviar un fitxer a una altra persona de la seva llista de contactes, s'obre la finestra de carpetes compartides, que és una representació individual de tots els elements que anteriorment havien compartit.
Quan els fitxers s'afegeixen a les "carpetes compartides" per a aquesta persona en concret, el fitxer serà transferit automàticament a l'ordinador corresponent, quan estigui en línia. Això significa que la carpeta és, literalment, "compartida" entre dos equips. Si un usuari elimina un fitxer, per exemple, el fitxer s'eliminarà també de la carpeta compartida de l'equip corresponent.
Per minimitzar el risc d'infecció de virus per transferències, amb les "carpetes compartides" s'inclou amb un programa d'antivirus. La funció de "carpetes compartides" només pot ser usada amb ordinadors amb el Disc dur formatejat amb NTFS, causa de l'ús integrat del DFS.
La característica de la carpeta compartida s'ha interromput en l'última versió del Windows Live Messenger (2009), i es reemplaça amb l'accés al Windows Live SkyDrive.

### Trucades telefòniques des del PC
A més a més de les trucades entre PC i PC que han estat recolzades en les versions anteriors, Windows Live Messenger ara pot trucar des de pc a telèfon amb el Windows Live Call. Als Estats Units d'Amèrica, aquesta funció està recolzada per Verizon, com a "Verizon Web Calling". Orange France també té un servei semblant. Aquesta característica només està disponible en determinats països, incloent-hi els Estats Units d'Amèrica, el Regne Unit, França, Alemanya, Països Baixos, Àustria, Irlanda, Finlàndia, Bèlgica, Espanya, i Itàlia. Verizon va tancar el servei l'agost del 2008 i als Estats Units va ser reemplaçat per Telefònica, mentre Orange ofereix el servei a la resta del món.

### Interoperabilitat
El 13 d'octubre de 2005, Yahoo!i Microsoft van anunciar plans per a introduir la interoperabilitat entre els seus dos missatgers, creant la segona xarxa de missatgeria instantània del món: el 40 per cent de tots els usuaris. L'anunci es va produir després d'anys d'èxit de tercers clients interoperables (en particular, Trillian, Pidgin) i les crítiques de Google que els principals serveis de comunicacions en temps real estaven bloquejant les seves xarxes.
La interoperabilitat entre Yahoo! i Windows Live Messenger es va posar en marxa el 12 juliol de 2006. Això permet que els usuaris del Yahoo! i del Windows Live Messenger puguin xatejar entre si sense la necessitat de crear un compte en l'altre servei, sempre que tots dos contactes utilitzin les darreres versions dels clients. Tanmateix, si feu servir un d'antic o un client de tercers, apareixeran sense connexió els usuaris de l'altra xarxa.

### Missatgeria sense connexió
Es pot enviar missatges a contactes que estan fora de línia; els missatges seran rebuts una vegada que entrin en línia. A més, un usuari pot iniciar converses, fins i tot quan el seu estat s'estableix en sense connexió, similar al comportament en el Yahoo! Messenger o ICQ. Si parla amb algú que té un client més antic, perdran la capacitat de parlar amb vostè després d'un curt període sense activitat, a causa del fet que el seu client pensa que està fora de línia.

### Jocs i aplicacions
Hi ha diversos jocs i aplicacions disponibles al Windows Live Messenger que s'hi poden accedir a través de la finestra de conversa fent clic a la icona de jocs, i desafiant al seu amic o contacte a una competició en un joc, o convidant-los a iniciar una aplicació externa comuna.

### La iniciativa "i’m"
La iniciativa i’m és un programa de Microsoft que es va posar en marxa el març de 2007, que connecta l'usuari amb deu organitzacions dedicades a causes socials a través de Windows Live Messenger, només per a les converses enviades o rebudes als Estats Units i Austràlia. Cada vegada que algú té una conversa amb i’m, Microsoft Corp comparteix una porció dels ingressos per publicitat del programa amb l'organització escollida per l'usuari. No s'ha establert cap límit a la quantitat donada a cada organització. Com més i’m converses té l'usuari, més diners va a una de les deu causes. Cada organització participant té garantida una donació mínima de 100.000$ durant el primer any del programa. Actualment no hi ha una data final per al programa. La iniciativa i’m funciona amb la versió 8.1 i superior.

Captura de pantalla del Windows Live Messenger funcionant en un aparell amb Plataforma S60, mostrant la pantalla de contactes i la pantalla de xat amb les funcions per afegir imatges, animacions, i emoticones disponibles

### Plataforma S60
Un client de Windows Live Messenger va ser desenvolupat per Microsoft pel Symbian Plataforma S60 comunament utilitzat en telèfons mòbils, com ara Nokia smartphones i llançat el 23 d'agost de 2007, a mercats seleccionats. Aquesta versió de Windows Live Messenger inclou moltes de les característiques del client de Windows Live Messenger, incloent-hi contactes agrupats, clips de veu, imatge i enviament de fitxers; així com les característiques úniques a la plataforma S60, com les finestres de conversa amb pestanyes i la integració amb la llista de contactes i altres característiques de la plataforma S60. Microsoft instal·la un prompt del Windows Live Messenger per a S60 en l'inici de sessió Quan la versió de prova expira el cost per als usuaris de Messenger per a S60 és de £ 1.50 / $ 2.94 per 30 dies d'ús.

### Integració amb la Xbox
Suport de Windows Live Messenger es va incloure per l'Xbox 360 a la primavera del 2007 a l'esborrany d'actualització llançat el 9 de maig del 2007. Extraoficialment, es coneix com el "Windows Live Messenger 360."
Els usuaris de Windows Live Messenger poden veure els Gamertags d'amics registrats al Xbox Live, inclòs el joc estan jugant.A la Xbox 360 els usuaris poden xatejar durant el joc (o mentre veuen una pel·lícula). Encara que només el xat amb text és compatible, Microsoft ha suggerit que el xat de veu i de vídeo pot ser inclosos en una actualització futura. El suport per als comptes secundàris es va afegir el desembre de 2007.
També coincidint amb l'arribada de la integració del Windows Live Messenger amb la Xbox Live, Microsoft va llançar una nou teclat de la Xbox 360 amb adaptador de trucada anomenat Xbox 360 Chatpad per a l'entrada més fàcil del text. El dispositiu de teclat segueix l'estàndard de la Xbox amb presa d'auriculars i compta amb una distribució de tecles estil QWERTY amb 47 tecles retroil·luminades, encara que qualsevol teclat USB funcionarà igual de bé amb una Xbox 360.

## Anàlisi de fitxers
La gent pot configurar el Windows Live Messenger per a utilitzar el seu propi antivirus per escanejar tots els fitxers que reben a través de missatgeria instantània i ús compartit de fitxers mitjançant l'ús de les opcions de transferència de fitxers. Alternativament, Windows Live OneCare Safety Scanner, un antivirus gratis en línia de Microsoft, s'integra bé per usar-lo amb el Windows Live Messenger.

## Història

### MSN Messenger
Abans que el producte passés anomenar-se Windows Live Messenger, era conegut com a "MSN Messenger Service" des del 1999 fins al 2001 i "MSN Messenger" des del 2001 fins al 2005. Durant aquest temps, Microsoft va llançar set versions principals, que trobareu a continuació.
La primera versió de MSN Messenger Service, la versió 1.0 (1.0.0863), va ser llançada el 22 de juliol 1999. Només incloïa característiques bàsiques, com ara missatgeria de text pla i una llista de contactes simple Quan va ser llançat per primera vegada, és ofert suport per a l'accés a les xarxes d'America Online's AIM.America Online contínuament van tractar de bloquejar a Microsoft de tenir accés al seu servei fins que finalment es va eliminar la funció, i no ha tornat a estar disponible en qualsevol versió posterior del programari. Des d'aleshores, el programari només ha permès les connexions amb el seu propi servei, que requereixen un compte Windows Live ID per connectar-se.
Microsoft va llançar la primera una gran actualització, la versió 2.0 (2.0.0083), el 16 de novembre de 1999. Es va incloure un bàner publicitari de rotació i la capacitat de personalitzar l'aparença de la finestra de xat. Va arribar com una opció d'instal·lació del Windows Me. Aquesta versió va ser seguida l'any següent per la versió 3.0 (3.0.0080), que va ser posat llançada el 29 maig 2000. S'inclouen les transferències d'arxius i de PC a PC i de PC a telèfon usant el Net2Phone, un dels primers proveïdors de VOIP.
Juntament amb l'alliberament de Windows XP va arribar la versió 4.6 del MSN Messenger, el 23 d'octubre de 2001. Incloïa canvis importants en la interfície d'usuari, la capacitat d'agrupar contactes i suport per les converses de veu. En aquesta versió, el programari de client va passar a denominar-se de "MSN Messenger Service" a només "MSN Messenger", mentre que el servei subjacent es coneix com a ".NET Messenger Service," el nom que ha mantingut des d'aleshores. Aquesta versió només era compatible amb Windows 95, 98, Me, NT 4.0, i 2000, perquè Microsoft va proporcionar nou programa de versió reduïda per a Windows XP, anomenat Windows Messenger, que originalment estava destinada a substituir el MSN Messenger al Windows XP.
Aquesta estratègia va canviar quan la versió 5.0 de MSN Messenger va ser llançat el 24 d'octubre de 2002. Va ser la primera versió que es va permetre que s'instal·lés juntament amb Windows Messenger al Windows XP. Incloïa el UPnP (Universal Plug and Play) basat en les transferències de fitxers, canvis menors en la interfície gràfica, i un plugin pel Windows Media Player.
L'any següent, la versió 6.0 del MSN Messenger va ser llançada el 17 juliol 2003. El MSN Messenger 6.0 és una revisió important de tota la plataforma, passant del text simple a incloure elements personalitzables com emoticones, avatars personalitzats i fons. D'una actualització, la versió 6.1, es va centrar en la millora de la finestra de conversa, permetent als usuaris amagar el marc de la finestra i la barra de menú, i també la capacitat de canviar el color del tema. El color del tema podria ser diferent per a cada usuari. Una altra actualització, la versió 6.2, va ser llançada el 22 d'abril 2004, i va ser l'última versió de la sèrie MSN Messenger 6. Els canvis més notables van ser un grup dedicat als contactes mòbils, un solucionador de problemes de connexió, i el llançament del Launch Site posteriorment va ser reanomenat a Diversió & Jocs (Fun & Games').
MSN Messenger va rebre una important actualització a la versió 7.0 el 7 d'abril de 2005. Aquesta versió va portar ullets, característiques que abans només eren a threedegrees. Aquesta versió anunciava articles per comprar, incloent-hi animacions imatges, emoticones i fons. La finestra de la llista de contactes també fou actualitzada perquè coincidís amb les finestres de missatges instantanis. Aquesta versió també va introduir la integració amb l'Xbox Live. Aquesta fou l'última versió de MSN Messenger que funcionava en Windows 98 i Windows Me. També es va introduir la tinta digital i el suport de reconeixement d'escriptura.
L'última versió de MSN Messenger abans del canvi de nom, la versió 7.5, va ser llançada el 23 d'agost 2005. Les noves característiques inclouen la funció de fons dinàmic i el controlador de protocol "msnim", que va permetre als llocs web per proporcionar enllaços, que automàticament afegien un contacte o iniciar converses. A més, els nous "Clips de veu" permet als usuaris que premen l'F2 gravar un missatge d'un màxim de 15 segons i enviar-lo al destinatari. La finestra de conversa s'ha canviat lleugerament amb un botó de vídeo afegit. Aquesta versió també va introduir el Windows Installer per la seva funció d'actualització automàtica. Encara pot executar MSN Messenger 7.5, canviant la configuració de compatibilitat per al Windows 2000.

### Windows Live Messenger 2010
La primera beta de Windows Live Messenger 2010 ha aparegut. La versió beta pública s'espera que sigui llançat el primer trimestre de 2010.